# سمندل أسود
السمندل الأسود أو السُّرفوت الأسود هو سمندل أسود يمكن العثور عليه في جبال الألب الفرنسية وعبر سلسلة الجبال في أوربة.  وهو نوعٌ من جنس سمندل. لقد تطور تلوين السمندل بمرور الوقت حيث تكون بعض الأنواع أحادية اللون تمامًا سوداء والبعض الآخر يحتوي على بقع وعلامات صفراء. متوسط العمر المتوقع لا يقل عن 10 سنوات. ثمة أربعة نوعيات من السمندل الألبي ذات توزع متنوع ولون طبيعي. على عكس السمندلات الآخر الذي تتطور يرقاته في الماء فإن السمندل الأسود ونويعاته تعد من الأنواع الأرضية بالكامل في الحياة والحمل.  و قد إكتشف واحد من صانعي المحتوى الاستكشافي في الجزائر: #حوس_مع_الدقس  هذا النوع بالتحديد مع إرفاق فيديو حول استكشافهم و وضع هذا الحدث في herpetology note 